# Seyne
Seyne település Franciaországban, Alpes-de-Haute-Provence megyében. Lakosainak száma 1365 fő (2022. január 1.). Seyne Auzet, Le Lauzet-Ubaye, Montclar, Méolans-Revel, Selonnet, Verdaches és Le Vernet községekkel határos.

## Népesség
A település népessége az elmúlt években az alábbi módon változott:
| Lakosok száma | 1222 | 1287 | 1222 | 1426 | 1392 | 1360 | 1362 | 1379 | 1372 | 1365 |
|               | 1968 | 1982 | 1990 | 2006 | 2013 | 2015 | 2017 | 2019 | 2020 | 2022 |